# Chiesa di San Martino (Grezzago)
La chiesa di San Martino è la parrocchiale di Grezzago, in città metropolitana e arcidiocesi di Milano; fa parte del decanato di Trezzo sull'Adda.

## Storia
Nel Liber Notitiae Sanctorum Mediolani la cappella di Grezzago è elencata tra quelle dipendenti dalla pieve di Pontirolo; questa situazione è confermata nel Liber seminarii mediolanensis del 1564.
Nel XVI secolo, durante la visita pastorale di San Carlo Borromeo, la chiesa di San Martino risultava essere dipendente dalla parrocchia di San Gottardo a Trezzano; la stessa dipendenza è ribadita negli atti delle visite alla pieve di Trezzo del cardinale Giuseppe Pozzobonelli, nel 1760, e del cardinale Andrea Carlo Ferrari, nel 1896.
Assecondando la volontà della popolazione grezzaghese, che già nel 1934 aveva costituito un'apposita commissione, di avere una parrocchia autonoma da Trezzano Rosa, si diede avvio alla costruzione della nuova chiesa: i grezzaghesi prestarono gratuitamente la loro manodopera, mentre i materiali da costruzione furono acquistati dalle fornaci di Trezzo sull'Adda e al cementificio di Calusco d'Adda. I lavori, diretti dall'architetto Ottavio Cabiati, si conclusero nel 1946; il 4 luglio dello stesso anno il nuovo edificio fu consacrato dal cardinale Alfredo Ildefonso Schuster, arcivescovo di Milano.
Dopo la visita pastorale del cardinale Giovanni Battista Montini del 1961, si decise di costruire il campanile: la posa della prima pietra avvenne dunque due anni più tardi, nel 1963. Progettista del campanile fu l'architetto Frizzoni di Torre de' Roveri, mentre direttore del progetto fu l'artista tedesco Peter Drecher, che collaborò con il geometra Fulvio Ravasio. L'11 novembre 1966, giorno di San Martino, il cardinale Giovanni Colombo benedì la struttura. Sul campanile venne issato un concerto di 8 campane con degli innovativi ceppi motorizzati.
Nel 1968 la chiesa fu interessata dall'adeguamento liturgico postconciliare: venne rimossa la balaustra e furono sistemati gli arredi interni.
Nei secoli XIX e XX la parrocchia rimase sempre inserita nella pieve di Trezzo, fino alla revisione della struttura territoriale dell'arcidiocesi, avvenuta tra il 1971 ed il 1972, quando, in ossequio ai decreti del cardinale Giovanni Colombo, fu inclusa nel nuovo vicariato foraneo, poi decanato di Trezzo sull'Adda. Il 1º settembre 2016 la parrocchia entrò a far parte della comunità pastorale "Madonna del Rosario", formata dalle parrocchie di San Gottardo a Trezzano Rosa e di San Martino a Grezzago.

## Descrizione

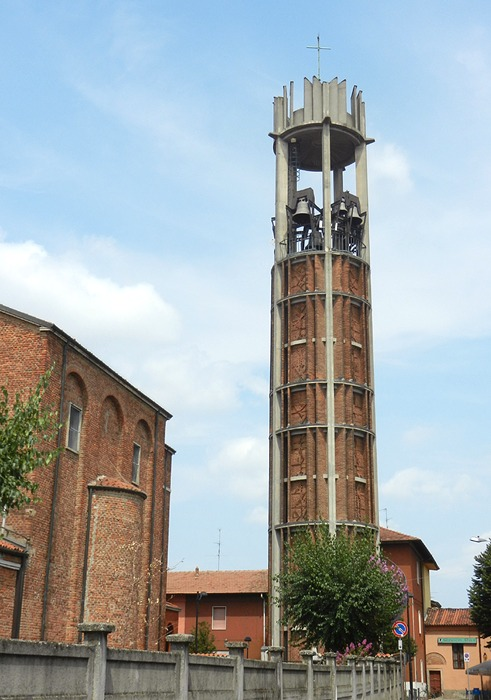
Il campanile

### Esterno
La facciata a capanna della chiesa, che volge a sud-ovest, è in mattoni rossi a vista; il fronte è caratterizzato da una doppia teoria di archi ciechi che si estendono anche sui fianchi.
Sulla sinistra, isolato dalla chiesa, si erge il campanile in calcestruzzo armato, rivestito in laterizio; l'alzato è costituito dalla successione di anelli di cemento posti in serie, in modo da lasciare visibile la struttura elicoidale delle scale di accesso alla cella campanaria, che è sormontata da una croce.

### Interno
La copertura dell'edificio è a doppia falda, con travi lignee nascoste da un controsoffitto a cassettoni di ispirazione paleocristiana.
Al termine dell'aula si sviluppa il presbiterio, sopraelevato di tre gradini; l'ambiente, chiuso sul fondo dall'abside, accoglie un mosaico, raffigurante il mistero dell'Incarnazione e la Gloria Celeste, realizzato nel 2000 dalla Scuola Beato Angelico di Milano.